# Гульдина, Евгения Исааковна
Евгения Исааковна Гу́льдина (1905—1981) — советский учёный-химик.

## Биография
С начала 1930-х годов научный сотрудник Института редких металлов и Государственного научно-исследовательского института редких и малых металлов — ГНИИРММ (Гиредмета).
Автор переводов с английского языка книг по неорганическому анализу, в том числе:
- Практическое руководство по неорганическому анализу : учебное пособие / В. Ф. Гиллебранд [и др.]. ; пер. Е. И. Гульдина, пер.; ред. Ю. Ю. Лурье. — Изд. 3-е стер., испр. — М. : Химия, 1966. — 1111 с. : ил.

Похоронена в Москве на Востряковском кладбище.

## Награды и премии
- Сталинская премия третьей степени (1947) — за разработку новых методов исследований в аналитической химии редких металлов